# Elise Bucher
Elise Bucher (Stavanger, 31 mei 1848 – aldaar, 7 november 1910) was een Noors pianiste.
Elise Margrethe Bucher werd geboren binnen het gezin van Henrik Peter Bucher en Helene Henriette Winnæs. Ze huwde de  plaatselijk politicus Isach Schjelbred Isachsen (27 augustus 1845- 24 juli 1936), die tevens scheepsreder was van Holdt & Isachsen. Ze kregen minstens drie zonen. Halfdan Bucher Isachsen bespeelde de viool, maar was voornamelijk de opvolger van zijn vader in de scheepsrederij.
Ze kreeg haar muzikale opleiding aan het Conservatorium in Lepzig. Ze heeft het nooit tot de grote podia gebracht. Elise Bucher gaf onder meer les in Bergen.
Een concert:
- 8 november 1873 speelde ze samen met Agathe Backer-Grøndahl een concert in de Haakonhallen in Bergen. Ze speelden samen een polonaise voor piano vier handen van Halfdan Kjerulf en een suite voor vierhandig piano van Woldemar Bargiel.